# FK Kunštát
Fotbalový klub Kunštát je český fotbalový klub, který sídlí v Kunštátu na Blanensku v Jihomoravském kraji. Založen byl roku 1934 jako Sportovní klub Kunštát. Od sezony 2022/23 hraje Přebor Jihomoravského kraje (5. nejvyšší soutěž), do něhož se vrátil po 19 letech.
Největším úspěchem klubu je účast v šesti ročnících nejvyšší jihomoravské soutěže (1997/98, 2000/01–2002/03 a 2022/23–2023/24), nejlepším umístěním je 6. místo ze sezony 2022/23 (předtím nejlépe na 11. příčce v ročnících 2000/01 a 2001/02).
Po skončení profesionální kariéry v klubu působil bývalý prvoligový obránce Zbrojovky Brno Miroslav Uvízl, který se zde později stal i funkcionářem.

## Historické názvy
- 1934 – SK Kunštát (Sportovní klub Kunštát)
- 1946 – Přerušil činnost
- 1953 – Obnoven jako DSO Sokol Kunštát (Dobrovolná sportovní organisace Sokol Kunštát)
- 1956 – TJ Sokol Kunštát (Tělovýchovná jednota Sokol Kunštát)
- 1992 – Moravit Karbo Kunštát[1]
- 1993 – FK Kunštát (Fotbalový klub Kunštát)
- 1999 – FK Best Kunštát (Fotbalový klub Best Kunštát)
- 2006 – FK Kunštát, o.s. (Fotbalový klub Kunštát, občanské sdružení)
- 2016 – FK Kunštát, z.s. (Fotbalový klub Kunštát, zapsaný spolek)

## Stručná historie kopané v Kunštátě
V roce 1934 byl skupinou mladých fotbalových nadšenců založen Sportovní klub Kunštát. Tehdejší klubové barvy byly červená a modrá.
Roku 1955 zahájilo činnost dorostenecké družstvo, které bylo složené ze školáků z Kunštátu, Újezdu u Boskovic, Rozseče nad Kunštátem a Zbraslavce.
V letech 1981 a 1982 se formovalo družstvo seniorů – „starých pánů“. V neděli 1. července 1984 slavil klub 50. výročí. U této příležitosti se hrálo přátelské střetnutí s bývalými prvoligovými hráči Rudé hvězdy Brno (výsledek 3:3).
V sezoně 1985/86 klub poprvé v historii postoupil do I. A třídy Jihomoravského kraje. Nejzkušenějším hráčem v kádru byl Miroslav Uvízl.
V roce 1992 se klub osamostatnil z Tělovýchovné jednoty Sokol. Od roku 1999 byla dohodnuta spolupráce s vedením Sokola v Olešnici. Podle vzájemné smlouvy hostovalo několik žáků a dorostenců z Olešnice v Kunštátě, aby se v dalších letech stali oporami olešnického fotbalu.
V říjnu 2006 bylo založeno dívčí fotbalové družstvo, což vneslo nový impuls do činnosti fotbalového klubu.

## Zázemí klubu
Původně se hrávalo v místech „pod Sochou“ v Rudce (socha Tomáše Garrigue Masaryka z roku 1928 v areálu u pískovcové jeskyně). Později se začalo hrávat v místech nazývaných „na Spálivé“, která ležela na soukromém pozemku. Od roku 1938 začali toto hřiště využívat také dospělí fotbalisté.
Na podnět majitele pozemku došlo roku 1946 k uzavření hřiště, které vedlo k přerušení činnosti místního fotbalu a odchodu převážné části hráčů do okolních fotbalových družstev.
V roce 1951 bylo vyprojektováno nové hřiště, umístěné na pozemcích za školou. Jako kabiny sloužila dřevěná bouda v rohu pozemku u školní zahrady, sociální zařízení nebylo žádné. Tento neuspokojivý stav přiměl fotbalový oddíl k vybudování zděných kabin pro hráče a rozhodčí, včetně umývárny a WC. Při svépomocné výstavbě kabin pomohli ochotní příznivci, kabiny byly dokončeny a předány k užívání v roce 1957. S postupem do krajských soutěží v roce 1981 byla spojena po mnoho let oddalovaná rekonstrukce kabin a sociálního zařízení, která byla provedena brigádnicky. S jediným vylepšením v osmdesátých letech sloužily generacím fotbalistů až do roku 2004.
V roce 1991 byla zahájena rekonstrukce fotbalového areálu, která byla dokončena roku 1993. Po dobu přestavby oddíl hostoval na hřišti nedalekého Sokola Drnovice. Slavnostní otevření zatravněného hlavního hřiště i nově vybudovaného škvárového hřiště proběhlo v neděli 10. července 1994 za přítomnosti československých internacionálů v čele s Antonínem Panenkou.
Roku 2004 byly městem Kunštát s finanční pomocí obnovené tělovýchovné organizace Orel vystavěny nové kabiny a objekt byl vybaven novým vnitřním zařízením. V roce 2007 klub realizoval s pomocí města a Jihomoravského kraje výměnu zavlažovacího systému fotbalového hřiště.
Ve sportovním areálu se nachází kabiny s občerstvením i nezbytné sociální zařízení. Fotbalové hřiště má přírodní trávník, jeho rozměry jsou 106×65 metrů. Kapacita je 500 diváků, z toho je 100 míst k sezení na tribuně.

## Umístění v jednotlivých sezonách
Stručný přehled
- 1963–1966: Okresní přebor Blanenska
- 1991–1997: I. A třída Jihomoravské župy – sk. A
- 1997–1998: Jihomoravský župní přebor
- 1998–2000: I. A třída Jihomoravské župy – sk. A
- 2000–2002: Jihomoravský župní přebor
- 2002–2003: Přebor Jihomoravského kraje
- 2003–2006: I. A třída Jihomoravského kraje – sk. A
- 2006–2012: I. B třída Jihomoravského kraje – sk. A
- 2012–2022: I. A třída Jihomoravského kraje – sk. A
- 2022– : Přebor Jihomoravského kraje

Jednotlivé ročníky
Legenda: Z – zápasy, V – výhry, R – remízy, P – porážky, VG – vstřelené góly, OG – obdržené góly, +/− – rozdíl skóre, B – body, červené podbarvení – sestup, zelené podbarvení – postup, fialové podbarvení – reorganizace, změna skupiny či soutěže
| Československo (1963 – 1993) |                                         |        |    |     |     |     |    |    |     |     |        |
| Sezóny                       | Liga                                    | Úroveň | Z  | V   | R   | P   | VG | OG | +/− | B   | Pozice |
| 1963/64                      | Okresní přebor Blanenska                | 6      | 22 | ... | ... | ... | 46 | 61 | −15 | 17  | 9.     |
| 1964/65                      | Okresní přebor Blanenska                | 6      | 22 | ... | ... | ... | 42 | 64 | −22 | 16  | 10.    |
| 1965/66                      | Okresní přebor Blanenska                | 7      | 22 | ... | ... | ... | 30 | 87 | −57 | 6   | 12.    |
| ...                          |                                         |        |    |     |     |     |    |    |     |     |        |
| 1991/92                      | I. A třída Jihomoravské župy – sk. A    | 6      | 26 | 8   | 6   | 12  | 28 | 56 | −28 | 22  | 12.    |
| 1992/93                      | I. A třída Jihomoravské župy – sk. A    | 6      | 26 | 9   | 4   | 13  | 31 | 45 | −14 | 22  | 11.    |
| Česko (1993 – )              |                                         |        |    |     |     |     |    |    |     |     |        |
| Sezóna                       | Liga                                    | Úroveň | Z  | V   | R   | P   | VG | OG | +/− | B   | Pozice |
| 1993/94                      | I. A třída Jihomoravské župy – sk. A    | 6      | 26 | 6   | 9   | 11  | 22 | 42 | −20 | 21  | 11.    |
| 1994/95                      | I. A třída Jihomoravské župy – sk. A    | 6      | 26 | 10  | 7   | 9   | 47 | 46 | +1  | 37  | 5.     |
| 1995/96                      | I. A třída Jihomoravské župy – sk. A    | 6      | 26 | 10  | 5   | 11  | 36 | 40 | −4  | 35  | 7.     |
| 1996/97                      | I. A třída Jihomoravské župy – sk. A    | 6      | 26 | 16  | 4   | 6   | 48 | 29 | +19 | 52  | 3.     |
| 1997/98                      | Jihomoravský župní přebor               | 5      | 30 | 1   | 7   | 22  | 21 | 79 | −58 | 10  | 16.    |
| 1998/99                      | I. A třída Jihomoravské župy – sk. A    | 6      | 26 | 11  | 8   | 7   | 36 | 25 | +11 | 41  | 4.     |
| 1999/00                      | I. A třída Jihomoravské župy – sk. A    | 6      | 26 | ... | ... | ... | 37 | 22 | +15 | ... | 1.     |
| 2000/01                      | Jihomoravský župní přebor               | 5      | 30 | 12  | 4   | 14  | 53 | 40 | +13 | 40  | 11.    |
| 2001/02                      | Jihomoravský župní přebor               | 5      | 30 | 8   | 8   | 14  | 31 | 61 | −30 | 32  | 11.    |
| 2002/03                      | Přebor Jihomoravského kraje             | 5      | 30 | 7   | 5   | 18  | 42 | 71 | −29 | 26  | 16.    |
| 2003/04                      | I. A třída Jihomoravského kraje – sk. A | 6      | 26 | 9   | 8   | 9   | 34 | 46 | −12 | 35  | 8.     |
| 2004/05                      | I. A třída Jihomoravského kraje – sk. A | 6      | 26 | 7   | 5   | 14  | 38 | 54 | −16 | 26  | 13.    |
| 2005/06                      | I. A třída Jihomoravského kraje – sk. A | 6      | 26 | 3   | 2   | 21  | 23 | 76 | −53 | 11  | 14.    |
| 2006/07                      | I. B třída Jihomoravského kraje – sk. A | 7      | 26 | 9   | 9   | 8   | 37 | 34 | +3  | 36  | 9.     |
| 2007/08                      | I. B třída Jihomoravského kraje – sk. A | 7      | 26 | 9   | 7   | 10  | 36 | 40 | −4  | 34  | 9.     |
| 2008/09                      | I. B třída Jihomoravského kraje – sk. A | 7      | 26 | 13  | 6   | 7   | 49 | 36 | +13 | 45  | 3.     |
| 2009/10                      | I. B třída Jihomoravského kraje – sk. A | 7      | 26 | 15  | 3   | 8   | 33 | 26 | +7  | 48  | 3.     |
| 2010/11                      | I. B třída Jihomoravského kraje – sk. A | 7      | 26 | 11  | 9   | 6   | 32 | 30 | +2  | 42  | 6.     |
| 2011/12                      | I. B třída Jihomoravského kraje – sk. A | 7      | 26 | 17  | 4   | 5   | 57 | 27 | +30 | 55  | 1.     |
| 2012/13                      | I. A třída Jihomoravského kraje – sk. A | 6      | 26 | 14  | 6   | 6   | 70 | 40 | +30 | 48  | 3.     |
| 2013/14                      | I. A třída Jihomoravského kraje – sk. A | 6      | 26 | 16  | 5   | 5   | 69 | 39 | +30 | 53  | 2.     |
| 2014/15                      | I. A třída Jihomoravského kraje – sk. A | 6      | 26 | 14  | 4   | 8   | 69 | 43 | +26 | 46  | 4.     |
| 2015/16                      | I. A třída Jihomoravského kraje – sk. A | 6      | 26 | 10  | 3   | 13  | 50 | 55 | −5  | 33  | 10.    |
| 2016/17                      | I. A třída Jihomoravského kraje – sk. A | 6      | 26 | 16  | 3   | 7   | 58 | 33 | +25 | 51  | 3.     |
| 2017/18                      | I. A třída Jihomoravského kraje – sk. A | 6      | 26 | 13  | 6   | 7   | 53 | 44 | +9  | 45  | 4.     |
| 2018/19                      | I. A třída Jihomoravského kraje – sk. A | 6      | 26 | 13  | 5   | 8   | 65 | 29 | +36 | 44  | 4.     |
| 2019/20                      | I. A třída Jihomoravského kraje – sk. A | 6      | 13 | 12  | 1   | 0   | 51 | 13 | +38 | 37  | 1.     |
| 2020/21                      | I. A třída Jihomoravského kraje – sk. A | 6      | 10 | 6   | 2   | 2   | 33 | 14 | +19 | 20  | 4.     |
| 2021/22                      | I. A třída Jihomoravského kraje – sk. A | 6      | 26 | 17  | 5   | 4   | 89 | 27 | +62 | 56  | 1.     |
| 2022/23                      | Přebor Jihomoravského kraje             | 5      | 30 | 13  | 8   | 9   | 57 | 46 | +11 | 47  | 6.     |
| 2023/24                      | Přebor Jihomoravského kraje             | 5      | 30 | 13  | 9   | 8   | 53 | 43 | +10 | 48  | 4.     |
| 2024/25                      | Přebor Jihomoravského kraje             | 5      | 30 | 11  | 10  | 9   | 46 | 46 | 0   | 43  | 7.     |

Poznámky:
- 1996/97: Postoupilo taktéž vítězné mužstvo FC Hustopeče. Mužstvo FC Boskovice (2. místo) se postupu zřeklo ve prospěch Kunštátu.[15]
- 2019/20 a 2020/21: Tyto ročníky byly ukončeny předčasně z důvodu pandemie covidu-19 v Česku.

## FK Kunštát „B“
FK Kunštát „B“ je rezervním mužstvem Kunštátu, které se do sezony 2021/22 pohybovalo v okresních soutěžích. Od sezony 2022/23 hraje I. B třídu Jihomoravského kraje – sk. A (7. nejvyšší soutěž).

### Umístění v jednotlivých sezonách
Stručný přehled
- 1980–1982: Základní třída Blanenska – sk. B
- 1989–1990: Okresní soutěž Blanenska
- 1999–2000: Okresní přebor Blanenska
- 2003–2014: Okresní soutěž Blanenska
- 2014–2017: Okresní přebor Blanenska
- 2017–2019: Okresní soutěž Blanenska
- 2019–2022: Okresní přebor Blanenska
- 2022– : I. B třída Jihomoravského kraje – sk. A

Jednotlivé ročníky
Legenda: Z – zápasy, V – výhry, R – remízy, P – porážky, VG – vstřelené góly, OG – obdržené góly, +/− – rozdíl skóre, B – body, červené podbarvení – sestup, zelené podbarvení – postup, fialové podbarvení – reorganizace, změna skupiny či soutěže
| Československo (1980 – 1993) |                                         |        |    |     |     |     |     |    |     |    |        |
| Sezóny                       | Liga                                    | Úroveň | Z  | V   | R   | P   | VG  | OG | +/− | B  | Pozice |
| 1980/81                      | Základní třída Blanenska – sk. B        | 9      | 14 | 7   | 2   | 5   | 19  | 11 | +8  | 16 | 4.     |
| 1981/82                      | Základní třída Blanenska – sk. B        | 10     | 20 | 9   | 4   | 7   | 32  | 32 | 0   | 22 | 5.     |
| ...                          |                                         |        |    |     |     |     |     |    |     |    |        |
| 1989/90                      | Okresní soutěž Blanenska                | 9      | 22 | ... | ... | ... | 29  | 43 | −14 | 16 | 12.    |
| ...                          |                                         |        |    |     |     |     |     |    |     |    |        |
| Česko (1993 – )              |                                         |        |    |     |     |     |     |    |     |    |        |
| Sezóna                       | Liga                                    | Úroveň | Z  | V   | R   | P   | VG  | OG | +/− | B  | Pozice |
| ...                          |                                         |        |    |     |     |     |     |    |     |    |        |
| 1999/00                      | Okresní přebor Blanenska                | 8      | 26 | 8   | 9   | 9   | 45  | 43 | +2  | 33 | 8.     |
| ...                          |                                         |        |    |     |     |     |     |    |     |    |        |
| 2003/04                      | Okresní soutěž Blanenska                | 9      | 26 | 9   | 10  | 7   | 59  | 44 | +15 | 37 | 5.     |
| 2004/05                      | Okresní soutěž Blanenska                | 9      | 26 | 11  | 5   | 10  | 46  | 49 | −3  | 38 | 7.     |
| 2005/06                      | Okresní soutěž Blanenska                | 9      | 26 | 13  | 8   | 5   | 56  | 26 | +30 | 47 | 3.     |
| 2006/07                      | Okresní soutěž Blanenska                | 9      | 26 | 12  | 4   | 10  | 47  | 38 | +9  | 40 | 4.     |
| 2007/08                      | Okresní soutěž Blanenska                | 9      | 26 | 9   | 6   | 11  | 49  | 49 | 0   | 33 | 8.     |
| 2008/09                      | Okresní soutěž Blanenska                | 9      | 26 | 10  | 3   | 13  | 32  | 52 | −20 | 33 | 7.     |
| 2009/10                      | Okresní soutěž Blanenska                | 9      | 26 | 11  | 5   | 10  | 44  | 45 | −1  | 38 | 7.     |
| 2010/11                      | Okresní soutěž Blanenska                | 9      | 26 | 8   | 9   | 9   | 48  | 52 | −4  | 33 | 8.     |
| 2011/12                      | Okresní soutěž Blanenska                | 9      | 26 | 14  | 1   | 11  | 74  | 61 | +13 | 43 | 5.     |
| 2012/13                      | Okresní soutěž Blanenska                | 9      | 26 | 15  | 4   | 7   | 76  | 68 | +8  | 49 | 2.     |
| 2013/14                      | Okresní soutěž Blanenska                | 9      | 26 | 17  | 3   | 6   | 88  | 41 | +47 | 54 | 1.     |
| 2014/15                      | Okresní přebor Blanenska                | 8      | 26 | 8   | 5   | 13  | 54  | 74 | −20 | 29 | 10.    |
| 2015/16                      | Okresní přebor Blanenska                | 8      | 26 | 10  | 3   | 13  | 62  | 66 | −4  | 33 | 8.     |
| 2016/17                      | Okresní přebor Blanenska                | 8      | 26 | 10  | 2   | 14  | 52  | 68 | −16 | 32 | 13.    |
| 2017/18                      | Okresní soutěž Blanenska                | 9      | 26 | 12  | 5   | 9   | 55  | 60 | −5  | 41 | 4.     |
| 2018/19                      | Okresní soutěž Blanenska                | 9      | 26 | 17  | 3   | 6   | 101 | 54 | +47 | 54 | 2.     |
| 2019/20                      | Okresní přebor Blanenska                | 8      | 14 | 9   | 3   | 2   | 38  | 23 | +15 | 30 | 4.     |
| 2020/21                      | Okresní přebor Blanenska                | 8      | 10 | 4   | 2   | 4   | 25  | 25 | 0   | 14 | 8.     |
| 2021/22                      | Okresní přebor Blanenska                | 8      | 26 | 19  | 2   | 5   | 81  | 34 | +47 | 59 | 2.     |
| 2022/23                      | I. B třída Jihomoravského kraje – sk. A | 8      | 26 | 15  | 4   | 7   | 59  | 35 | +24 | 49 | 4.     |
| 2023/24                      | I. B třída Jihomoravského kraje – sk. A | 8      | 26 | 10  | 5   | 11  | 37  | 48 | −11 | 35 | 8.     |
| 2024/25                      | I. B třída Jihomoravského kraje – sk. A | 8      | 24 | 8   | 3   | 13  | 49  | 69 | −20 | 27 | 9.     |

Poznámky:
- 2018/19: Postoupilo rovněž vítězné mužstvo TJ Sokol Velké Opatovice.[25]
- 2019/20 a 2020/21: Tyto sezony byly ukončeny předčasně z důvodu pandemie covidu-19 v Česku.
- 2021/22: Postoupilo rovněž vítězné mužstvo TJ Sokol Rudice.[25]

## FK Kunštát „C“
FK Kunštát „C“ je druhým rezervním mužstvem Kunštátu, které bylo založeno před sezonou 2020/21 a pohybuje se v okresních soutěžích.

### Umístění v jednotlivých sezonách
Stručný přehled
Zdroj: 
- 2020–2022: Základní třída Blanenska
- 2022–2023: Okresní soutěž Blanenska – sk. A
- 2023– : Okresní soutěž Blanenska

Jednotlivé ročníky
Zdroj: 
Legenda: Z – zápasy, V – výhry, R – remízy, P – porážky, VG – vstřelené góly, OG – obdržené góly, +/− – rozdíl skóre, B – body, červené podbarvení – sestup, zelené podbarvení – postup, fialové podbarvení – reorganizace, změna skupiny či soutěže
| Česko (2020 – ) |                                  |        |    |    |   |    |    |    |     |    |        |
| Sezóna          | Liga                             | Úroveň | Z  | V  | R | P  | VG | OG | +/− | B  | Pozice |
| 2020/21         | Základní třída Blanenska         | 10     | 6  | 3  | 1 | 2  | 30 | 10 | +20 | 10 | 5.     |
| 2021/22         | Základní třída Blanenska         | 10     | 12 | 9  | 1 | 2  | 54 | 20 | +34 | 28 | 1.     |
| 2022/23         | Okresní soutěž Blanenska – sk. A | 9      | 14 | 9  | 2 | 3  | 50 | 20 | +30 | 29 | 1.     |
| 2023/24         | Okresní soutěž Blanenska         | 9      | 30 | 14 | 2 | 14 | 62 | 68 | -6  | 44 | 9.     |
| 2024/25         | Okresní soutěž Blanenska         | 9      | 14 | 9  | 1 | 4  | 52 | 25 | +27 | 28 | 3.     |

Poznámky:
- 2019/20 a 2020/21: Tyto sezony byly ukončeny předčasně z důvodu pandemie covidu-19 v Česku.
- 2022/23: Před touto sezonou došlo k rozdělení okresní soutěže na dvě skupiny. Po této sezoně se hraje opět v jediné skupině.[25]